# Jugoslávská liga ledního hokeje 1946/1947
Sezóna 1946/1947 byla 6. sezónou Jugoslávské ligy ledního hokeje. Vítězem se stal tým KHL Mladost Zagreb. Turnaj se konal ve dnech 24. až 26. ledna 1947 ve slovinské Ljubljani.

## Týmy
- HK Triglav Ljubljana
- KHL Mladost Zagreb
- HK Crvena Zvezda Bělehrad
- HK Spartak Subotica

## Konečná tabulka
1. KHL Mladost Zagreb
2. HK Triglav Ljubljana
3. HK Crvena Zvezda Bělehrad
4. HK Spartak Subotica